# یامادی
یامادی (انگلیسی: Yamady) یک شهرک در شهرستان یانائولسکی استان باشقیرستان کشور روسیه است.